# پوتر
پوتِر، روستایی در دهستان محترم‌آباد بخش کتیج شهرستان فنوج در استان سیستان و بلوچستان ایران است.
این روستا در ۶ کیلومتری جنوب شرقی محترم‌آباد قرار دارد. 

## جمعیت
بر پایه سرشماری عمومی نفوس و مسکن در سال ۱۳۹۵، جمعیت این روستا برابر با ۵۴ نفر (۱۱ خانوار) بوده‌است.